# BGM-109G GLCM
BGM-109G Ground Launched Cruise Missile (GLCM) – amerykański pocisk manewrujący klasy ziemia-ziemia, oparty na Tomahawk, systemowo zintegrowany z mobilną lądową wyrzutnią typu TEL na podwoziu samochodowym.

## Opis
GLCM był systemem mobilnym na platformie samochodowej, możliwym do transportu droga powietrzną. W trakcie pokoju bazował w utwardzonym schronie, zaś w trakcie wojny wysoka mobilność miała umożliwić systemowi uniknięcie ataku wyprzedzającego ze strony przeciwnika. Siły Powietrzne Stanów Zjednoczonych rozpoczęły wykonywanie planu rozmieszczenia GLCM oraz systemu balistycznego Pershing II jako elementów programu modernizacji natowskich nuklearnych sił taktycznych, w szczególności w odpowiedzi na rozmieszczenie w Europie przez Związek Radziecki pocisków pośredniego zasięgu Pionier (NATO: SS-20).

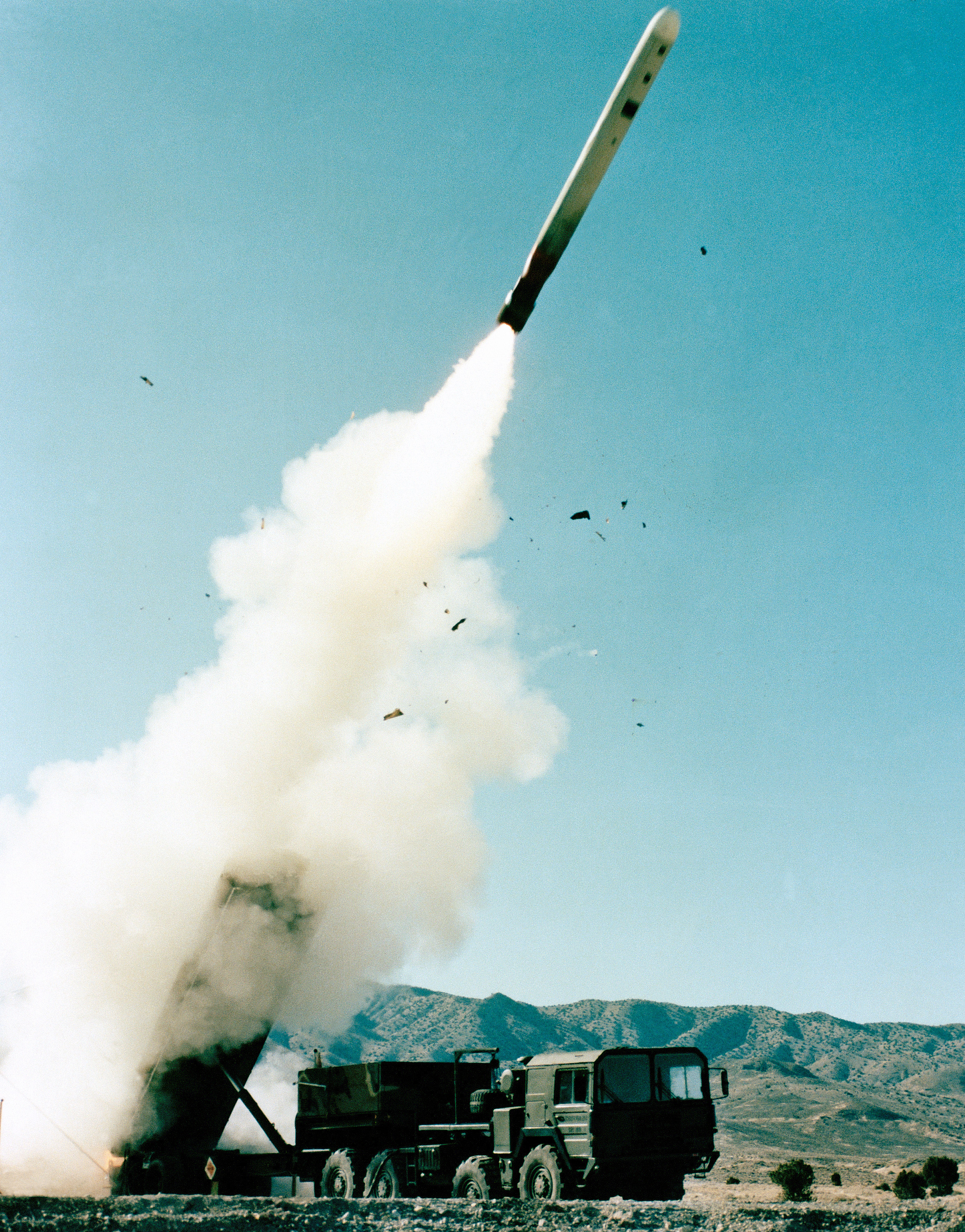
BGM-109G w trakcie startu, rozpędzany silnikiem rakietowym

GLCM mógł być użyty przeciwko stałym celom, jak centra komunikacyjne i logistyczne, lotniska, centra dowodzenia, stacjonarne cele taktyczne, etc. Podstawowa jednostka GLCM składała się z 16 pocisków na czterech samochodowych wyrzutniach typu TEL z dwoma centrami kontroli. Jako pocisków systemu używano pocisków manewrujących BGM-109 Tomahawk o zasięgu 2500 km. W celu uniknięcia wykrycia przez radary oraz obrony powietrznej pociski charakteryzowały się niskim pułapem lotu, przenosząc głowice jądrowe. Bezwładnościowy system naprowadzania wspomagany był systemem porównywania terenu z zapisaną w pamięci komputera matrycą (Terrain Contour Matching - TERCOM). Każda wyrzutnia TEL systemu GLCM zapewniała transport pocisku, ochronę, przygotowania przedstartowe oraz szybkie przemieszczenie po wystrzeleniu pocisku. W warunkach alarmu bojowego GLCM mogły być szybko przemieszczone ze stałych schronów do miejsca, gdzie naturalne ukształtowanie terenu zapewniało ukrycie ruchu wyrzutni i przygotowań przedstartowych.
Do momentu startu pocisk manewrujący systemu spoczywał w załadowanym do wyrzutni aluminiowym kontenerze. W tym czasie skrzydła, powierzchnie sterowe oraz wlot powietrza do silnika marszowego pocisku pozostawały schowane w jego kadłubie. W momencie startu pracę rozpoczynał rakietowy silnik startowy na paliwo stałe, rozpędzający pocisk do prędkości marszowej. W trakcie fazy rakietowej rozpostarciu ulegały powierzchnie sterowe pocisku, jego skrzydła oraz rozkładał się wlot powietrza silnika turbowentylatorowego. Po zakończeniu etapu związanego z napędem rakietowym, trwającym około 13 sekund - wypaleniu paliwa silnika startowego oraz odrzucenia tego zużytego elementu, następował rozruch silnika marszowego. Silnik marszowy napędzał pocisk aż do trafienia w cel, bądź w wypadku awarii, do zaprogramowanej samolikwidacji pocisku.
Produkowana przez General Dynamics samochodowa wyrzutnia TEL ważyła ok. 33055 kilogramów oraz miała 16,5 metra długości. Zdolna była do sprawnego poruszania się poza drogami bitymi, mogła też być transportowana drogą powietrzną na pokładach samolotów typu C-130 Hercules, C-141 Starlifter oraz C-5 Galaxy. Konstrukcja wyrzutni uwzględniała także kwestie bezpieczeństwa ABC oraz ochronę przed ostrzałem z broni lekkiej.
Każda wyrzutnia kontrolowana była przez Centrum Kontroli Startów (Launch Control CenteR - LCC). Pojazd LCC zawierał dwie konsole startowe z monitorami oraz zespół zintegrowanych komputerów służących kontroli systemu, monitorowaniu jego statusu, jako baza danych misji oraz wycelowywaniu pocisków. System kontroli startów był zintegrowany z podsystemem komunikacyjnym. W skład systemu wchodziły także podstawowe oraz zapasowe źródła zasilania. System posiadał zredukowane do minimum powiązania komunikacyjne za pomocą lekkich światłowodów pomiędzy każdą wyrzutnią oraz pojazdem LCC. Pomieszczenia załogi pojazdów LCC, tak samo jak w TEL, zapewniały załodze ochronę przed skutkami rażenia bronią chemiczną, biologiczną i jądrową / radiologiczną. Masa pojazdów LCC o długości ok. 17,3 m, wynosiła około 36000 kg.
Rosyjskim odpowiednikiem systemu jest pocisk 9M729, w mobilnej wyrzutni drogowej, zwany w nazewnictwie Departamentu Obrony SSC-8